# 잔인한 바다
《잔인한 바다》(The Cruel Sea)는 영국에서 제작된 찰스 프렌드 감독의 1953년 드라마, 전쟁 영화이다. 제2차 세계 대전이 끝난지 7년이 지난 뒤 일링 스튜디오에 의해 제작된 영화이다. 잭 호킨스 등이 주연으로 출연하였고 레슬리 노먼 등이 제작에 참여하였다.

## 출연

### 주연
- 잭 호킨스
- 도널드 신든
- 존 스트래턴
- 덴홈 엘리어트
- 존 워너

### 조연
- 스탠리 베이커
- 브루스 세톤
- 리암 레드몬드
- 버지니아 맥케나
- 모이라 리스터

## 기타
- 미술: 짐 모라한
- 의상: 안소니 멘들슨